# حزب كادحي كردستان
حزب كادحي كردستان هو حزب سياسي كردي عراقي تأسس عام 1985، وهو حزب منشق عن الحزب الاشتراكي الديمقراطي الكردستاني، وبعد ذلك أصبح عضوا في جبهة كردستان العراقية. كان بقيادة خالد زنكنة، يشغل منصب رئاسة الحزب حاليا قادر عزيز.
من أبرز قادة الحزب جلال دباغ.